# 保罗·格斯特
保罗·格斯特（英語：Paul Guest，1939年3月8日—），澳大利亚男子赛艇运动员。他曾代表澳大利亚参加1962年大英帝国和英联邦运动会赛艇比赛，获得男子八人单桨有舵手金牌。